# 사무엘 강
사무엘 강(1969년 12월 4일 ~ )는 대한민국의 배우, 모델이다.

## 생애
1987년 전남가요제에서 최우수상을 수상하여 첫 데뷔하였고 이듬해 1988년 한국복음성가대회 대상을 수상하였으며 1년 후 1989년 광고 모델 데뷔하였고 이듬해 1990년 뮤지컬 배우 데뷔하였으며 1년 후 1991년 연극배우 데뷔하였고 1998년 SBS 드라마 미우나 고우나로 정식 연기자 데뷔하였다.

## 출연작

### 드라마
- 1994년 : KBS2 주말드라마 《남자는 외로워》 ... 단역
- 1996년 : MBC 일일시트콤 《남자 셋 여자 셋》 ... 단역
- 1998년 : SBS 일일드라마 《미우나 고우나》
- 1999년 : SBS 일요아침드라마 《달콤한 신부》
- 1999년 : SBS 주간시트콤 《LA아리랑》
- 2000년 : MBC 주간시트콤 《세 친구》 ... 윤다훈과 박상면과 정웅인의 서울 문화고등학교 동창 강상철 역으로 (단역)
- 2006년 : MBC 월화드라마 《주몽》 ... 호위무사 역
- 2007년 : KBS2 수목드라마 《경성스캔들》 ... 모던보이 역
- 2007년 : SBS 월화드라마 《왕과 나》 ... 감찰내시 역
- 2008년 : SBS 금요드라마 《신의 저울》 ... 기자 역
- 2008년 : SBS 수목드라마 《온에어》 ... 항공사무장 역
- 2008년 : SBS 수목드라마 《일지매》 ... 종사관 역
- 2009년 : MBC 월화드라마 《선덕여왕》 ... 장수 역
- 2009년 : MBC 수목드라마 《돌아온 일지매》 ... 포졸2 역
- 2010년 : MBC 주말드라마 《글로리아》 ... 밴드 역
- 2010년 : MBC 일일연속극 《황금물고기》 ... 의사 역
- 2010년 : SBS 드라마스페셜 《검사 프린세스》 ... 기자 역
- 2010년 : MBC 주말드라마 《신이라 불리운 사나이》 ... 국정원 역
- 2010년 : SBS 드라마스페셜 《대물》 ... 기자 역
- 2011년 : SBS 드라마스페셜《싸인》 ... 취객1 역
- 2011년 : tvN 월화드라마《버디버디》 ... 기자 역
- 2012년 : MBC 월화드라마 《골든타임》 ... 응급실의사 역
- 2012년 : MBC 수목드라마 《아랑사또전》 ... 원귀 4 역
- 2012년 : SBS 드라마드라마스페셜 《옥탑방 왕세자》 ... 응급실의사 역
- 2012년 : MBC 수목드라마 《각시탈》 ... 일본순사 역
- 2013년 : SBS 주말극장 《열애》 ... 태신유업 이사 역
- 2013년 : KBS2 일일연속극 《은희》 ... 사채업자 역
- 2013년 : SBS 드라마스페셜 《주군의 태양》
- 2013년 : KBS2 수목드라마 《천명 : 조선판 도망자 이야기》 ... 죄수 1 역
- 2014년 : MBC 일일연속극 《엄마의 정원》 ... 승마장 마주 역
- 2014년 : SBS 드라마스페셜 《피노키오》 ... 인부(목격자) 역
- 2015년 : MBC 수목드라마 《앵그리맘》 ... 명성재단 변호사 역
- 2017년 : JTBC 금토드라마 《품위있는 그녀》 ... 재즈피아니스트 역

### 영화
- 2007년 《상사부일체》
- 2008년 《고고70》 - 고고족 역
- 2009년 《처음 만난 사람들》 - 새터민 역
- 2009년 《집행자》 - 교도관 역
- 2010년 《초능력자》 - 경찰 역
- 2014년 《끝까지 간다》
- 2015년 《쎄씨봉》 - 의상실 재단사 역

### 라디오 프로그램
- 2016년 EBS FM 《EBS 책 읽는 라디오 낭독 시리즈》

## 수상
- 전남가요제 최우수상, 한국복음성가대회 대상